# (3231) Mila
(3231) Mila (1972 RU2) – planetoida z pasa głównego asteroid okrążająca Słońce w ciągu 3,83 lat w średniej odległości 2,45 au. Odkryta 4 września 1972 roku.